# Tîhe, Kostopil
Tîhe (în ucraineană Тихе) este un sat în comuna Mîrne din raionul Kostopil, regiunea Rivne, Ucraina.

## Demografie
Componența lingvistică a localității Tîhe
     Ucraineană (100%)
Conform recensământului din 2001, toată populația localității Tîhe era vorbitoare de ucraineană (100%).